# Конструкция Хопфа
Конструкция Хопфа — способ построить отображение из джойна {\displaystyle X\ast Y} в надстройку {\displaystyle S(Z)} с помощью отображения {\displaystyle X\times Y\to Z}. 

## История
Конструкция впервые использовалась Хопфом для сфер;
позже Уайтхед использовал её, чтобы определить J-гомоморфизм.

## Построение
Отображение {\displaystyle X\ast Y\to S(Z)} строится как композиция двух естественных отображений
{\displaystyle X\ast Y\to S(X\times Y)\to S(Z).}